# Anton Bonaventura Jeglič
Anton Bonaventura Jeglič, slovenski škof in publicist, * 29. maj 1850, Begunje na Gorenjskem, † 2. julij 1937, Stična, Slovenija.

## Življenje
Rodil se je kot sin kmečkih staršev očetu Antonu st. in materi Mariji (rojena Tomec). Že leta 1859 je prišel v Ljubljano, kjer je kot gojenec Alojzijevišča z odliko končal gimnazijo. Bogoslovje je študiral v Ljubljani in bil 1873 posvečen; nato pa je študiral še na dunajski univerzi, kjer je 1876 doktoriral iz teologije. Po vrnitvi v domovino je bil kurat v ženski kaznilnici, nato je šel na študijsko potovanje po nemških in italijanskih univerzah, nakar je bil podvodja in predavatelj na ljubljanskem semenišču. Od 1878 je poučeval cerkveno zgodovino in pravo in 1881 postal profesor dogmatike na ljubljanskem bogoslovju. Leta 1882 pa je bil imenovan za kanonika vrhbosanskega kapitlja v Sarajevu, kjer je postavljal temelje katoliške cerkvene organizacije v avstrijskem protektoratu in se zavzemal za spravo s pravoslavno cerkvijo, 1897 je postal tudi pomožni škof v Sarajevu. 
Leta 1898 je bil imenovan za ljubljanskega knezoškofa. Bil je narodno zaveden in odločen bojevnik modernega katoliškega gibanja. Slovensko katoliško prenovo je pojmoval široko na vseh področjih življenja. Močno je podpiral kmečko zadružništvo. Na njegov predlog in z njegovo pomočjo je bila v Šentvidu postavljena prva popolna slovenska gimnazija. Od ustanovitve leta 1905 pa do zadnjega šolskega leta 1944/45 je bilo v tej škofijski gimnaziji Zavoda sv. Stanislava 3.136 dijakov.  
Jeglič je bil vrhunski slovenski politik, zato je njegovo ime povezano z vsemi odločilnimi potezami in uspehi narodne politike od 1898 do 1930. Čeprav so bili njegovi javni nastopi vidni in odmevni, je bilo njegovo politično delo precej prikrito. Za Katoliško narodno stranko (nato SLS) je bil odločilna avtoriteta. Med prvo svetovno vojno je v sporu med starini in mladini v SLS slednjim (okoli J. E. Kreka) pomagal do zmage in s posebno deklaracijo 1917 podprl politiko t. i. majniške deklaracije. Po nastanku Kraljevine SHS je v slovenskih notranjepolitičnih vprašanjih in glede odnosov znotraj SLS ostal najvišja moralna in politična avtoriteta. V notranjih sporih slovenskega katolištva in SLS je vneto branil pravico do več mnenj. Zavračal je politiko slovenskega liberalizma in unitarizma ter obsojal komunizem.  
Leta 1929 je postal njegov generalni vikar in škof-koadjutor Gregorij Rožman, ki ga je nasledil leta 1930, ko se je škof Jeglič upokojil. Ob tem mu je papež podelil častni naslov nadškofa garelskega. Umaknil se je v Gornji Grad, 1932 pa v Stično. 
Že v študentskih letih se je ukvarjal s publicistiko. V njegovem obsežnem znanstvenem, poljudnoznanstvenem in vzgojnem delu je prevladovala apologetika krščanstva in katoliške vere. Vsem stanovom je napisal knjige, v katerih je podal temelje za samovzgojo: Mladeničem, Dekletom, Ženinom in nevestam, Zakoncem, Staršem.  Ob izidu teh knjižic, ki so vsebovale tudi pouk o spolnosti, je nastal politični boj s poudarkom na osebni diskreditaciji, v katerem je liberalni tabor škofa skušal prikazati kot perverzneža in pornografa. V letih 1899-1930 je pisal obširen osebni dnevnik, ki je pomemben zgodovinski vir in je v knjižni obliki izšel leta 2015. Bil je tudi pobudnik ustanovitve orlovske organizacije. Leta 1899 je ukazal pokupiti in sežgati prvo izdajo Cankarjeve Erotike. V svoj dnevnik je 22. aprila 1899 zapisal: "Cankar je izdal grde polzke pesmi, ki sem vse nakupil, da ne pridejo ljudem in mladini v roke (dal sem 478 gld), s tega silna jeza Narodova in pri dijakih."
Nekateri duhovniki so mu očitali slabosti, ki jih kljub vsem njegovim velikim sposobnostim niso odobravali: "1. trma, da si ne daste dopovedati od najboljših mož; 2. maščevanje do vseh, ki se vam v političnem oziru niso pokorili ..." Leta 1913 je do razkritja goljufije "skoraj verjel" sleparki Vodiški Johanci, o čemer so obširno pisali v liberalnih časopisih.
Zadnjič je javno nastopil na taboru slovenskih fantov in mož 29. junija 1937 v Celju, na katerem je imel odmeven govor proti brezboštvu in komunizmu. Komunisti so mu zaradi tega dali vzdevek bolnanatura.